# Сараїкі
Сараїкі ( سرائیکی Sarā'īkī ; також пишеться Siraiki, або Seraiki) — індоарійська мова групи ланда, якою розмовляють 26 мільйонів людей переважно в південно-західній частині провінції Пенджаб у Пакистані. Раніше він був відомий як Мултані, за своїм основним діалектом.
Сараїкі має часткову мовну зрозумілість зі стандартною пенджабі, і вона поділяє з нею значну частину його лексики та морфології. У той же час за своєю фонологією вона радикально відрізняється (зокрема, у відсутності тонів, збереженні дзвінких придихів і розвитку імплозивних приголосних), і має важливі граматичні риси, спільні з мовою сіндхі, якою розмовляють на півдні.
Мовна ідентичність сараїки виникла в 1960-х роках, охоплюючи більш вузькі місцеві раніші ідентичності (наприклад, мултані, дераві чи ріасаті) і відрізняючись від ширших, таких як панджабі.

## Назва

Частка людей, рідною мовою яких є сарайки, у кожному пакистанському окрузі за даними перепису населення Пакистану 2017 року

Сучасне значення слова Sirāikī IAST є нещодавнім, і термін, швидше за все, набув поширення під час націоналістичного руху 1960-х років. Воно використовувалося на Сінді набагато довше для позначення мови іммігрантів з півночі, головним чином сірайкомовних племен белуджів, які оселилися там між 16-м і 19-м століттями. У цьому контексті цей термін найбільш імовірно можна пояснити як те, що він спочатку мав значення «мова півночі» від слова сіро siro. 'верхів'я, північ'. Ця назва може неоднозначно стосуватися північних діалектів сінді, але сьогодні вони більш відомі як «сіролі» або «сірелі».
Альтернативна гіпотеза полягає в тому, що слово Sarākī походить від слова sauvīrā або Sauvira, що означає стародавнє царство, яке також згадується в санскритському епосі «Махабхарата».
Наразі найпоширенішим перекладом імені є Saraiki.  Проте Seraiki та Siraiki донедавна також використовувалися в наукових колах. Крім точного написання, назва була вперше прийнята в 1960-х роках регіональними громадськими та політичними лідерами.

## Система письма
У провінції Пенджаб сараїкі записують за допомогою алфавіту урду, який походить від арабського письма, з додаванням семи діакритично змінених літер для позначення імплозивів і додаткових носових.  На Сінді використовується алфавіт Сіндхі. Каліграфічні стилі, що використовуються, це Насх і Насталік.
Історично торговці або бухгалтери писали письмом, відомим як kiṛakkī або lanṇḍā, хоча останнім часом використання цього письма значно скоротилося. Крім того, письмо, пов’язане із сімейством писемностей Ланда, відомий як Мультані, раніше використовувався для написання Сараїкі. Попередня пропозиція щодо кодування шрифту Мультані в ISO/IEC 10646 була подана в 2011 році Saraiki Unicode був затверджений у 2005 році.  Письмо ходжікі також використовувалося, тоді як деванагарі та гурмукхі більше не використовуються. 

## Використання мови

### В академічному середовищі
Кафедра Сараїкі (Ісламський університет, Бахавалпур) була заснована в 1989 році, а кафедра Сараїкі (Університет Бахауддіна Закарії, Мултан) була заснована в 2006 році. Сарайкі викладають як предмет у школах і коледжах на рівні вищої середньої, середньої та вищої освіти. Відкритий університет Аллама Ікбал в Ісламабаді  та Університет Аль-Хайр у Бхімбірі мають факультети пакистанської лінгвістики. Пакистанське агентство Associated Press також запустило версію свого сайту сараїкі.

### Мистецтво та література

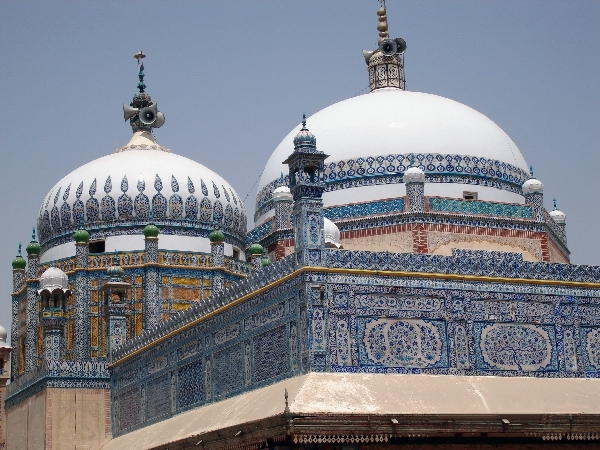
Могила суфійського поета Хваджа Гулама Фаріда

Кхаваджа Ґулам Фарід (1845–1901; його відома збірка — Deewan-e-Farid) і Сачал Сар Маст (1739–1829) є найвідомішими суфійськими поетами Сараїкі, а їхні вірші, відомі як Кафі, досі відомі.
Шакір Шуджабаді (збірки Калам-е-Шакір, Худа Джейні, Шакір Діян Газлан, Пілей Патр, Мунафкан Ту Худа Бачавей і Шакір Де Дохрай) є дуже відомим сучасним поетом.
Серед відомих співаків, які виступали в сараїкі, — Аттаулла Хан Есса Хаілві, Патанай Хан, Абіда Парвін, Устад Мухаммад Джуман, Мансур Малангі, Таліб Хусейн Дард, Камаль Махсуд і The Sketches. Багато сучасних пакистанських співаків, таких як Хадіка Кіяні та Алі Зафар, також співали народні пісні сараїкі.

### ЗМІ

#### Телевізійні канали
Колишній прем’єр-міністр Пакистану Юсаф Раза Гіллані сказав, що південний Пенджаб багатий на культурну спадщину, яку потрібно популяризувати для наступних поколінь. У повідомленні про запуск каналу сараїкі пакистанським телебаченням (PTV) у Мултані він, як повідомляється, сказав, що цей крок допоможе популяризувати багату спадщину «поясу сараїки».
| Телеканал                     | Жанр    | Заснована |
| ----------------------------- | ------- | --------- |
| Waseb TV (وسیب ٹی وی)         | Розваги |           |
| Kook TV (کوک ٹی وی)           | Розваги |           |
| Rohi TV (روہی ٹی وی)          | Розваги |           |
| PTV MULTAN (پی ٹی وی ملتان)   | Розваги |           |
| PTV National (پی ٹی وی نیشنل) | Розваги |           |

#### Радіо
Радіостанції більшість програм відтворюються яких мовою сараїкі.
| Радіоканал                              | Жанр    | Заснована |
| --------------------------------------- | ------- | --------- |
| Радіо Пакистан AM1035 Мултан            | Розваги |           |
| Радіо Пакистан AM1341 Бахавалпур        | Розваги |           |
| Радіо Пакистан AM1400 Dera ismaeel khan | Розваги |           |
| FM101 Мултан                            | Розваги |           |
| FM93 Мултан                             | Розваги |           |
| FM96.4 Мултан                           | Розваги |           |
| FM103 Мултан                            | Розваги |           |
| FM106 Khanpr                            | Розваги |           |
| FM98 Лодран                             | Розваги |           |
| FM105 Бахавалпур                        | Розваги |           |
| FM105 Сараікі Аваз Садік Абад           | Розваги |           |